# Абатство Сен-Жермен-де-Пре
Абатство Сен-Жерме́н-де-Пре  (фр. l'abbaye de Saint-Germain-des-Près, «монастир святого Германа») — бенедиктинське абатство; найстаріше абатство Парижа, пам'ятка романської архітектури; знаходиться на лівому березі Сени в 6-му окрузі французької столиці.
З 1953 року — історична пам'ятка Франції.

## Історія
Історія виникнення абатства пов'язана з ім'ям короля з династії франкських королів Меровінгів Хільдеберта I. Хільдеберт вивіз з Іспанії цінну для вестготів реліквію, так звану туніку святого Вікентія, диякона Сарагоської церкви, що прийняв мученицьку смерть під час переслідувань християн за римського імператора Діоклетіана. Хільдеберт наказав прибити її до воріт Парижа, але за порадою Паризького єпископа св. Германа Паризького (496—576) заснував у 541 році монастир для зберігання реліквії святого Вікентія з Сарагоси. Ім'я похованого в цьому монастирі єпископа, який вимовляється французькою як «Жермен», і було присвоєно абатству в 576 році.
Настоятелем базиліки св. Вікентія й св. Хреста, яка і дала життя монастирю Сен-Жермен-де-Пре, Герман Паризький поставив свого учня Дроктовея, пізніше канонізованого Католицькою церквою.
Сьогодні від абатства збереглася лише церква Сен-Жермен-де-Пре, що вважається найстарішою в Парижі. Дзвіниця й неф церкви відносяться до романського стилю й датуються XI—XII століттями. Сен-Жермен-де-Пре був у Середні віки одним з найбагатших монастирів Франції. У описі його володінь (поліптік абата Ірмінона, початок IX століття) перераховано 25 помість і більше 2 тисяч селянських родин.
В абатстві жив чернець-бенедиктинець Аббон Згорблений. У 861 році абатство було спалено вікінгами. В одній з церков абатства довгий час перебували мощі П'єра Абеляра.

## Базиліка королів-Меровінгів
Крім Хільдеберта I (у 558 році) тут також було поховано таких королів династії Меровінгів — Хільперік I в 584 році, Фредегонда в 598 році і Хлотар II в 628 році. Таким чином абатство Сен-Жермен-де-Пре стало, задовго до абатства Сен-Дені, першим королівським некрополем.